# Рачковский, Пётр Иванович (врач)
Рачко́вский Пётр Ива́нович (9 января 1850 — 4 июня 1921) — российский врач, президент Общества врачей Енисейской губернии, директор Владимирского детского приюта, действительный статский советник, благотворитель. За годы врачебной и административной карьеры был не раз удостоен высочайших знаков отличия, включая Орден Святой Анны 2-й и 3-й степени, Орден Святого Станислава 2-й и 3-й степени, Орден Святого Владимира 3-й степени.

## Биография
Пётр Рачковский родился 9 января 1850 года в городе Красноярск. Отец, Иван Матвеевич Рачковский, был священнослужителем, проделавшим путь от обучения в Иркутской духовной семинарии до преподавания в Красноярской мужской гимназии. Родители дали Петру Ивановичу религиозное воспитание, пронизанное милосердием и почтением добродетели. С ранних лет ему прививали любовь к книгам, так что уже в юности Пётр Рачковский сумел хорошо освоить греческий и латинский языки, а также наверняка определиться с будущей профессией.
Высшее образование Пётр начал получать в 1870 году в Санкт-Петербургской Императорской медико-хирургической академии. Развитая на то время российская наука стимулировала студентов проходить полный курс обучения.
Спустя 8 лет после поступления, в 1878 году, Рачковского назначают городским врачом в Красноярске, а ещё спустя год утверждают в должности врача Енисейской врачебной управы. Уже в это время Пётр начинает посвящать много времени преподаванию и административной деятельности.
Красноярцы воспринимали Рачковского не только как отличного врача, но и как хорошего человека, который всегда очень остро переживает проблемы других людей и старается помочь всеми силами. Эти черты характера помогли ему в 1884 году занять пост директора Владимирского приюта в городе Красноярск. Благотворительная работа проводилась им совместно с женой Екатериной Александровной Шепетковской.
Одним из самых значимых годов в жизни Рачковского был именно 1886 год, когда он активно участвовал в организации Общества врачей Енисейской губернии, где стал первым вице-президентом. С 1887 года Пётр Иванович вступил в должность Енисейского губернского врачебного инспектора, которую занимал более 20 лет.
В 1890 году умерла жена Рачковского, из-за чего он ещё больше с головой уходит в работу. В том же году ему удаётся стать гласным Красноярской городской думы и членом санитарной комиссии, а ещё спустя несколько месяцев — членом Енисейского местного управления Российского Общества Красного Креста и президентом Общества врачей Енисейской губернии. В это время Рачковский вёл активную деятельность в области развития медицины. Одним из главных его достижений стало открытие больниц на золотых приисках губернии, значительное улучшение санитарных условий в образовательных учреждениях.
В 1892 году Пётр Иванович получил чин статского советника.

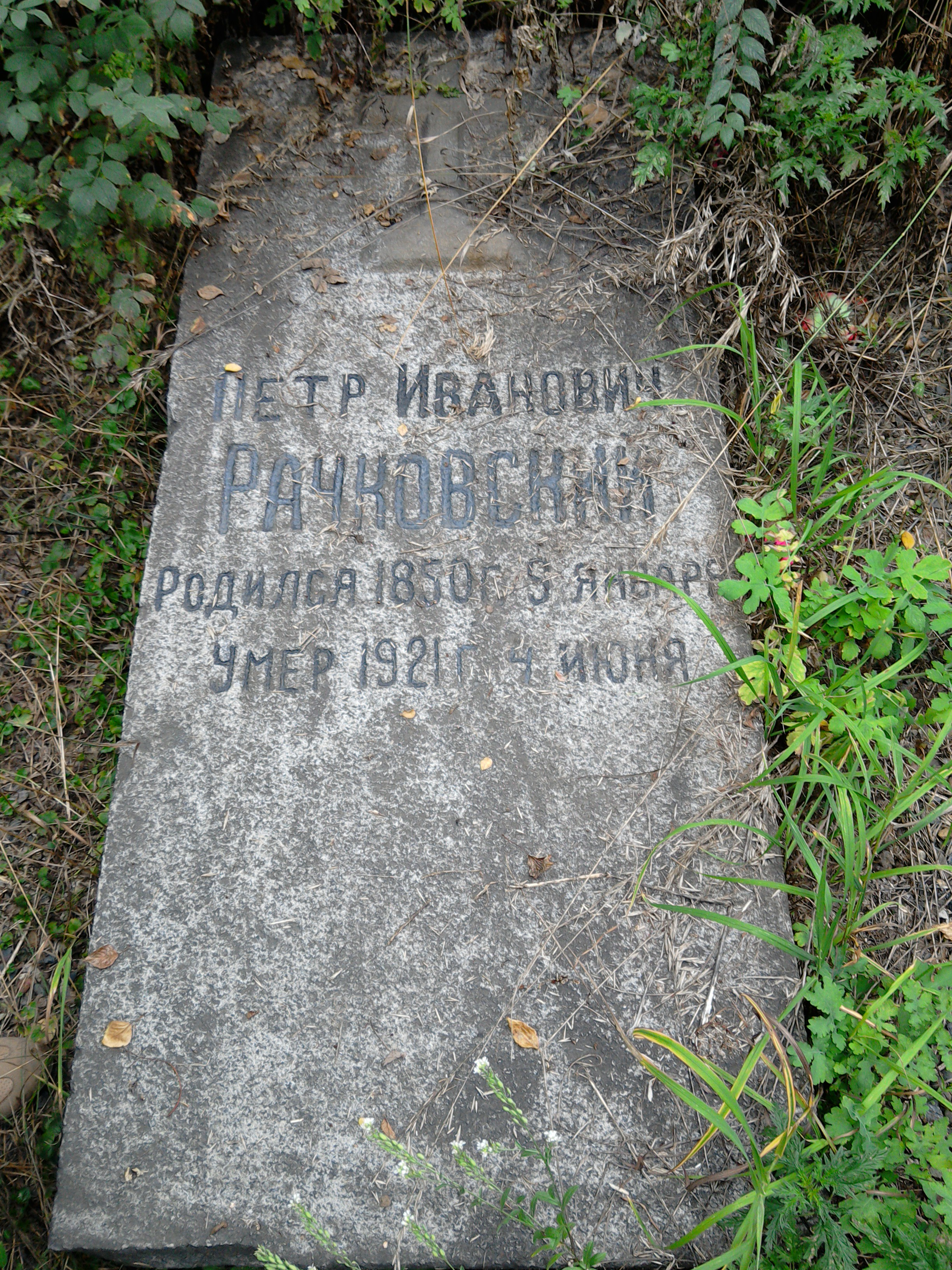
Могила П. И. Рачковского

В 1895 году его назначают членом Енисейского губернского попечительства детских приютов. При этом он успешно совмещает политическую, социальную и врачебную деятельность. В 1908 году Рачковский отказывается от должности губернского врачебного инспектора, объясняя это чрезмерно высокой нагрузкой. Сразу после отставки в его жизни появляется предприниматель Н. Н. Гадалов с предложением о входе в правление Александровской золотопромышленной компании. В последующие несколько лет Пётр Иванович инициировал возведение новых квартир и больниц для людей, занятых работой на приисках. Из бюджета компании начинают выделяться большие суммы на благотворительность.
В результате Октябрьской революции Рачковский лишился своего состояния и возможности помогать людям так, как он привык это делать. При новом общественном строе любая благотворительность воспринималась, как проявление буржуазии, поэтому заслуги выдающегося врача перед сибиряками довольно быстро забылись.
Скончался Петр Рачковский в июне 1921 года. Его похоронили на Троицком кладбище в Красноярске рядом с могилой жены.